# Preston Mizzi
Preston Mizzi (født d. 22. december 1980 i Sault Ste. Marie, Ontario) er en canadisk ishockeyspiller der i sæsonen 2007-08 spiller for Rødovre Mighty Bulls i Superisligaen. Hans foretrukne position på isen er center. 
Mizzi blev draftet af Phoenix Coyotes i 1999 i 4. runde som nr. 123 i alt, men har ikke spillet i NHL.
Han spillede som junior for flere hold i OHL og har tilbragt de fleste af sine senior-år i de lavere nordamerikanske serier, heriblandt ECHL.
Mizzi kom til Rødovre efter en sæson som topscorer for Rockford IceHogs i den mindre nordamerikanske liga UHL, en sæson hvor han også spillede 8 kampe i AHL.

## Eksterne links
Statistik fra www.hockeydb.com